# سانگ نیلا اوتاما

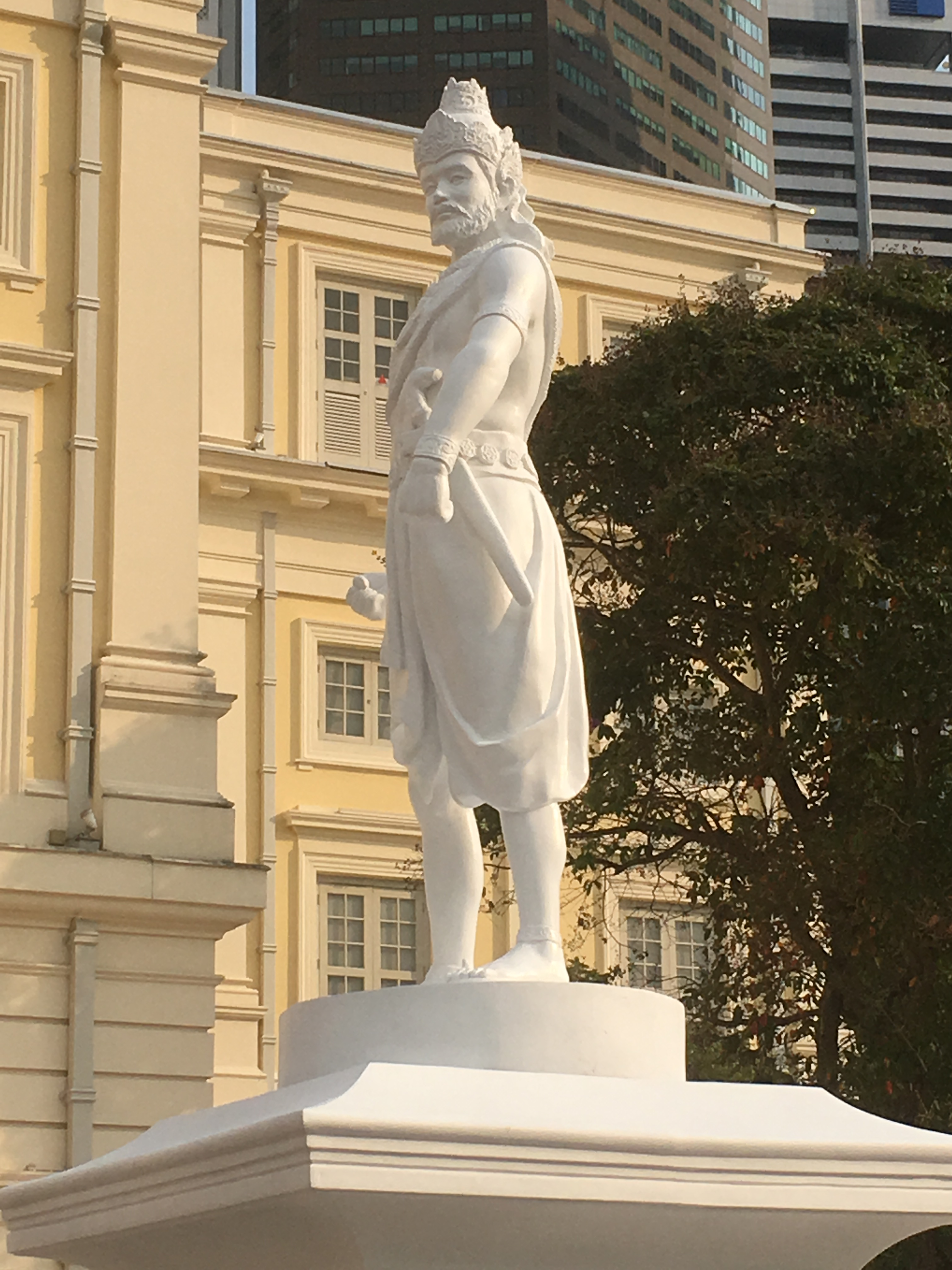
مجسمه سانگ نیلا اوتاما در محل فرود رافلز به عنوان بخشی از رویدادهای بزرگداشت دویستمین سالگرد تأسیس سنگاپور مدرن، همراه با دیگر پیشگامان دوره مدرن سنگاپور

سانگ نیلا اوتاما بنیان‌گذار پادشاهی سنگاپور در سال ۱۲۹۹ است. عنوان رسمی او پس از تاجگذاری سری تری بوآنا (سانسکریت: श्री त्रि भुवन، رومی: śrī tri bhuvana) به معنی «پروردگار سه جهان» بود. در خصوص عبارت سه دنیا یا سه جهان گفته‌اند منظور از سه جهان سه قلمرو: بهشت خدایان، دنیای انسانها، و دنیای زیرین شیاطین یا پادشاهی او بر جاوه، سوماترا و سنگاپور می‌تواند باشد. این عنوان در آسیای جنوب شرقی رایج بود.
سانگ نیلا اوتاما در سال ۱۳۴۷ درگذشت و پسرش، سری ویکراما ویرا جانشین او شد. شرح زندگی او و جانشینانش در سالنامه مالایی آورده شده است. با توجه به تاریخی بودن وقایع ثبت شده در سالنامه مالایی واقعیت داشتن زندگی اوتاما توسط برخی از محققان مورد بحث قرار گرفته است، با این حال، همان‌طور که دی یونگ در مقاله خود با عنوان شخصیت سالنامه مالایی استدلال می‌کند، داستان‌های سالنامه مالایی می‌تواند با شخصیت‌ها و رویدادهای تاریخی آمیخته باشد.

## زندگی‌نامه
اوتاما شاهزاده ای از منطقه پالمبانگ از پادشاهی سانگ ساپوربا، از نوادگان فرضی اسکندر مقدونی و یک شاهزاده خانم غربی متولد شد. او با وان سری بینی، دختر ملکه بیوه پارامسواری اسکندر شاه از جزیره بینتان ازدواج کرد. نشان سلطنتی او یک تاج طلایی مرصع به سنگ‌های قیمتی و یک حلقه شامل امضای سلطنتی بود.

## تأسیس سنگاپور
بر اساس سالنامه مالایی، سنگاپور در سال ۱۲۹۹ توسط سانگ اوتاما تأسیس شد. داستان این تشکیل را در این سالنامه چنین آورده‌اند که: در حین شکار در بینتان، سانگ یک گوزن را دید و شروع به تعقیب آن کرد، وی در تعقیب گوزن به ساحل رسیده و در بالای صخرهای ساحلی جزیره ای را در آنسوی دریا می‌بیند. وی به همراه یک کشتی و افرادش به سمت جزیره حرکت می‌کند. در هنگام مسافرت دریا طوفانی شده و کشتی در میان امواج عظیم قرار می‌گیرد. برای جلوگیری از غرق شدن کشتی، ملوانان و حاضران در کشتی تمام وسایل سنگین را در دریا می‌اندازند تا کشتی را سبک شده و از غرق شدن ان جلوگیری کنند اما این امر بی فایده بوده و با ورود آب به کشتی خطر غرق شدن کشتی را در بر می‌گیرد. به توصیه کاپیتان کشتی، اوتاما تاج خود را به عنوان هدیه به دریا به دریا می‌اندازد و پس از آن بلافاصله طوفان فروکش کرده و او و یارانش به سلامت به سنگاپور یا تماسک رسید.
پس از رسیدن کشتی به خشکی اوتاما به ساحل رفته و برای شکار حیوانات وحشی به دهانه رودخانه در منطقه ای که به آن پادانگ گفته می‌شود، می‌رود. در آنجا ناگهان حیوان عجیبی با بدنی قرمز، سر سیاه و سینه سفید دیده که به سرعت در جنگل ناپدید شد. او از وزیر ارشد خود دمانگ لبار داون نام حیوان را می‌پرسد و وزیر می‌گوید نام این حیوان شیر است. وی این موضوع را یک فال نیک دانسته و تصمیم گرفت شهر جدید خود را به نام سنگاپور تأسیس کند و نام جزیره را نیز سنگاپور می‌گذارد. در سانسکریت به معنای «شهر شیر» است.
در خصوص نامگذاری این جزیره به نام سنگاپور برخی به این موضوع اشاره دارند که شیرها هرگز در سنگاپور زندگی نکرده‌اند جانور دیده شده توسط سانگ نیلا اوتاما احتمال زیاد ببر مالایی است. صرف نظر از گونه دقیق حیوان مورد بحث در این افسانه، نمادگرایی شیر آسیایی به عنوان نماد قدرت از طریق گسترش فرهنگ بودایی در جنوب شرقی آسیا مورد تأکید بوده است.
اما از سوی دیگر نظریه‌های دیگری نیز در مورد منشأ نام سنگاپور وجود دارد بر اساس برخی از آنها «شیر» نام یک فرقه بودایی ماجاپاهیت بود.

## ازدواج و فرزندان
سانگ نیلا اوتاما با وان سری بینی ازدواج کرده و صاحب دو پسر به نام‌های راجا کچیل-بسار و راجا کچیل-مودا شد که پسر بزرگتر با نیلا پانچادی، شاهزاده خانمی هندی‌تبار ازدواج کرد و کوچکتر با دختر عموی خود، نوه دمانگ لبار داون ازدواج کرد.

## درگذشت
پس از ۴۸ سال حکومت بر سنگاپور، سانگ نیلا اوتاما در سال ۱۳۴۷ درگذشت و راجا کچیل-بسار به عنوان سری ویکراما ویرا به تاج و تخت رسید و دومین پادشاه (راجه) سنگاپور شد. برادر او کچیل-مودا نیز به عنوان وزیر در سنگاپور منصوب شد. سانگ نیلا اوتاما در بوکیت لارانگان که اکنون به عنوان فورت کنینگ هیل شناخته می‌شود، به خاک سپرده شد.